# Cavnic

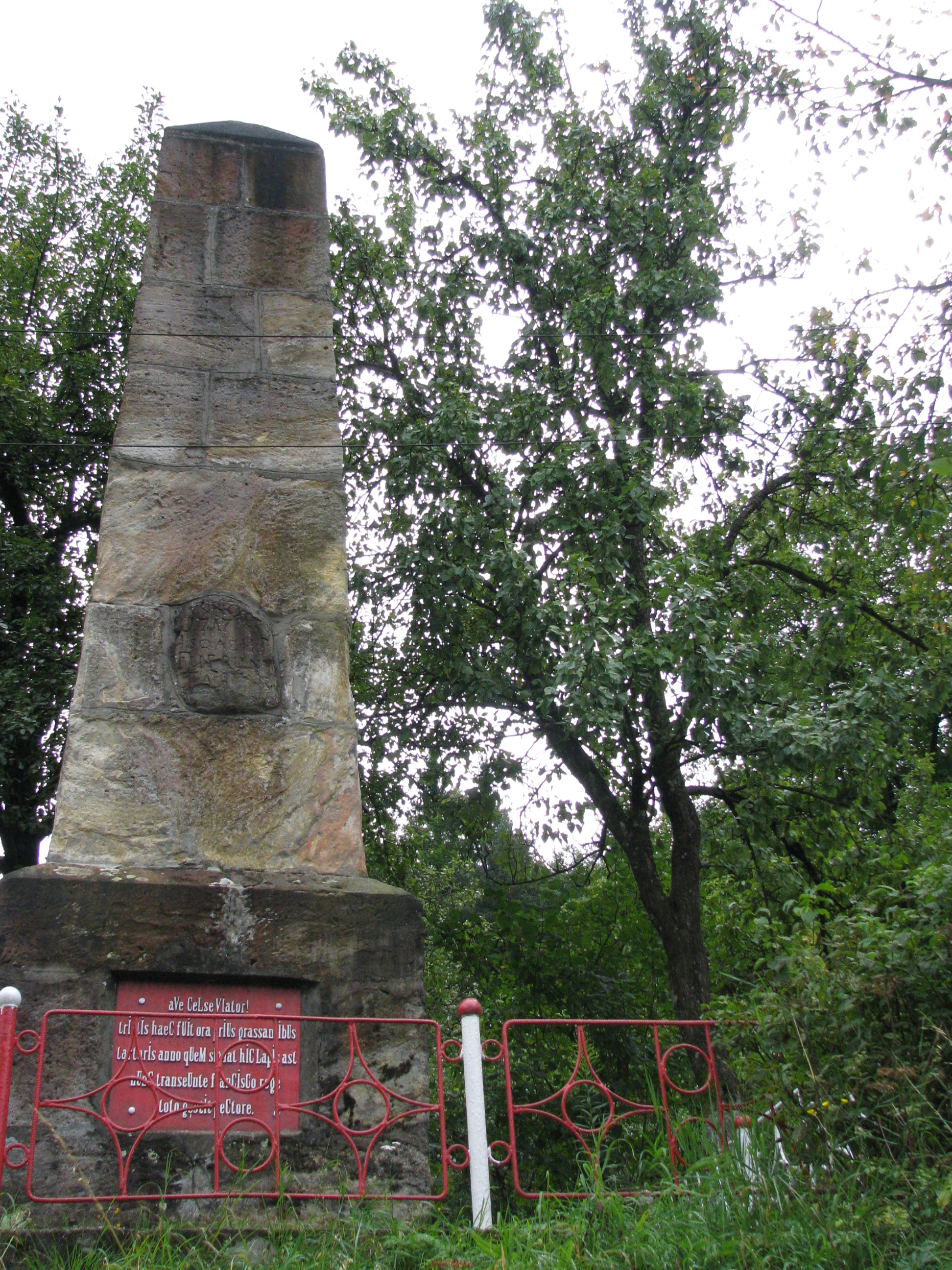
Der Stâlpul tătarilor Gedenkstein

Cavnic (deutsch Kapnik, ungarisch Kapnikbánya) ist eine kleine Bergbaustadt, 26 km östlich von Baia Mare im Kreis Maramureș, im Norden von Rumänien.

## Geografie
Cavnic ist Teil des Naturparks Munții Gutâi und liegt am gleichnamigen Fluss Cavnic auf einer Höhe von 550 bis 1050 m.

## Geschichte
Cavnic wurde 1336 in einem ungarischen Dokument zum ersten Mal als Capnic erwähnt. Benannt wurde die Stadt nach dem Fluss, dessen Name sich vom slawischen Wort kopane, zu deutsch „graben“, herleitet. Die Bergbauaktivitäten in diesem Gebiet gehen bis zu den alten Römern zurück.
Infolge von Einfällen der Osmanen 1460 und der Tataren 1717 wurde Cavnic zweimal vollständig zerstört.
Die Stadt war über mehrere hundert Jahre unter dem Namen Kapnikbánya Teil des Königreichs Ungarn bzw. von Österreich-Ungarn. Bis zum Jahre 1920 blieb die Stadt in ungarischem Besitz, dann wurde sie durch den Vertrag von Trianon an Rumänien abgegeben.
Die Minen von Cavnic wurden oft geschlossen und anschließend wieder geöffnet, jedoch waren die Zeiten des Erzabbaus nur von kurzer Dauer. In den 1970er Jahren erlebte die Stadt aufgrund des zunehmenden Tourismus in der Region einen Aufschwung. Seitdem wurden zwei Skiloipen, viele Hotels und zahlreiche Ferienhäuser in der Gegend um Cavnic errichtet.

## Sehenswürdigkeiten
- Römisch-katholische Kirche Sfânta Varvara von 1812, steht unter Denkmalschutz.[3]
- Stâlpul tătarilor, Stein mit lateinischer Inschrift zum Gedenken an den Tatareneinfall 1717, 1852 errichtet, steht unter Denkmalschutz.[3]
- Bergahorn mit 30 m Höhe und einem Durchmesser von 1,32 m
- Logolda, Goldmine aus dem 19. Jahrhundert
- Die Ruinen eines Hochofens,[4] stehen unter Denkmalschutz.[3]
- Die Büste von Ignaz von Born

## Persönlichkeiten
- Jenő Jendrassik (1824–1891), ungarischer Professor und Philosoph[5]
- Simon Papp (1886–1970), ungarischer Geologe[6]